# Xã Swan River, Quận Morrison, Minnesota
Xã Swan River (tiếng Anh: Swan River Township) là một xã thuộc quận Morrison, tiểu bang Minnesota, Hoa Kỳ. Năm 2010, dân số của xã này là 743 người.